# Австразия
Австра́зия (фр. Austrasie, нем. Austrasien, лат. Austrasia) — северо-восточная часть Франкского государства Меровингов (в противоположность западной части — Нейстрии).
Занимала территорию в бассейнах рек Маас и Мозель, а также области к востоку от Рейна (современные северо-восточные регионы Франции, Бельгии, Нидерландов, а также западные районы Германии). Столицей Австразии был город Мец, хотя некоторые правители выбирали в качестве своей резиденции Реймс.
В VI—VII веках Австразия временами обособлялась в самостоятельное королевство, управляясь своими королями и майордомами. От майордомов Австразии, ставших в 687 году фактическими правителями всего королевства франков, произошла династия Каролингов.

## Название
Название области произошло от словосочетания Oster-rike («Восточное королевство»). Вероятно, так эту страну называли жители западных областей, заселявшие земли салических франков, в первую очередь завоёванный ими Парижский регион, судя по всему считая, что именно они имеют первоочередное право именоваться франками, поэтому только область вокруг Парижа первоначально называлась Francia, а место их проживания — Иль-де-Франс.
Григорий Турский, описывая в своей «Истории франков» события 576—577 годов, упоминает «людей Востока». Кроме того, повествуя о чудесах святого Мартина под 561 годом он называет эту территорию «Аустрия». Позже в других источниках оно трансформировалось в название «Австразия» (лат. Auster, Austrasia).

## География
В состав Австразии входили земли в бассейне рек Маас, Мозель и Рейн, включая Верхнюю Лотарингию, Нижнюю Лотарингию, Франконию, Алеманию, а также большую часть Шампани, Фрисландию, Тюрингию и Баварию.
Столицей королевства изначально был Реймс, позже ей стал Мец.

## История
Австразия административно сформировалась в 511 году, когда после смерти Хлодвига I королевство было разделено между четырьмя его сыновьями. Территория будущей Австразии досталась старшему сыну Хлодвига от первой жены, Теодориху (ок. 485—533). В состав его королевства вошли северо-восточная часть Франкского государства, включая бывшие римские провинции Белгика I, юго-восточную часть, и Белгика II, которая располагалась около Рейна, а также территории в бассейне среднего Рейна, составлявшие ранее ядро владений короля рипуарских франков Сигиберта Хромого, завоёванного Хлодвигом в 507 году. Возможно, что выбор этих земель для Теодориха был связан с происхождением его матери (она вероятнее всего происходила из рода рипуарских франков). Также Теодорих сохранил завоёванные им в 507—508 году земли в Оверни. Столицей его королевства стал Реймс.
В 524 году его братья Хлотарь I и Хильдеберт I организовали убийство наследников погибшего короля Орлеана Хлодомера. Хотя Теодорих в этом не участвовал, он потребовал свою долю наследства, получив Санс и Осер, в результате чего образовался своеобразный коридор между его владениями в Аквитании и рейнским королевством. В 531 году он вместе с Хлотарем I захватил Тюрингию.
Теодеберт I (499/504 — 547), сын и наследник Теодориха, ещё больше увеличил владения за счёт Прованса, который наследники Теодориха Великого в 537 году уступили Теодеберту и Хильдеберту I. Но его наследник Теодебальд (ок. 534—555) детей не оставил, поэтому после его смерти в 555 году Реймское королевство досталось королю Суассона Хлотарю I, который после смерти в 558 году брата Хильдеберта I объединил королевство.
Единым франкское королевство оставалось недолго. После смерти Хлотаря в 561 году оно было разделено между его четырьмя сыновьями. Бывшее «королевство Теодориха I» досталось Сигиберту I (ок. 525—575). Однако после смерти в 567 году короля Парижа Хариберта I его королевство было разделено между остальными тремя братьями, Сигиберту достались Пуатье и Тур. Таким образом, образовалось три королевства (Нейстрия, Австразия и Бургундия), хотя Париж оставался под общим управлением трёх королей. Первоначально столицей королевства, которое в 577 году было впервые названо Австразией, был Реймс, но постепенно главным городом стал Мец, расположенный в центре Австразии.
В последней трети VI века во Франкском государстве начинаются династические междоусобицы. Король Бургундии Гунтрамн умер в 592 году, после чего его королевство периодически присоединялось то к Австразии, то к Бургундии. Из междоусобиц, отмеченных убийствами противников победителем вышел король Нейстрии Хлотарь II, который после убийства в 613 году последних представителей австразийской ветви Меровингов остался единовластным правителем, объединив на какое-то время Франкское государство.
Во время междоусобиц началось возвышение майордомов («правителей дворца») — франкских чиновников, изначально назначаемых королём из представителей знати. Эта должность появилась ещё в VI веке: Григорий Турский упоминает майордома во время правления короля Сигиберта I, Фредегар называет майордомом Гогона. При этом уже в это время должность была достаточно важной. Первоначально майордомы выполняли обязанности сенешаля, заведуя дворцовым хозяйством, но постепенно они стали брать на себя и другие функции, замещая королей во время их отсутствия, а также управляя королевством в случае малолетства короля. Майордомам подчинялись все высшие чиновники двора. Упадок династии Меровингов в VII веке, а также переход власти к малолетним королям после смерти Дагоберта I привёл к тому, что в руках майордома оказалась вся власть в королевстве. В 613 году будущий майордом Австразии Пипин Ланденский отказался поддержать королеву Брунгильду против Хлотаря II, а майордом Бургундии Варнахар II выдал Хлотарю сначала малолетнего короля Австразии Сигиберта II, а потом и саму Брунгильду, благодаря чему сохранили независимость.
Став единственным королём, Хлотарь II большую часть времени проводил в Париже или пригородных виллах, куда его сопровождали и представители королевского двора. Для управления же отдельными частями королевства требовались отдельные администрации, возглавляли которые майордомы Австразии, Нейстрии и Бургундии. При этом майордомы были заинтересованы в сохранении автономии своих королевств в составе франкского государства. Поскольку майордомами становились представители высшей местной знати, то они представляли в первую очередь её интересы.
В 623 году Хлотарь II назначил королём Австразии своего старшего сына Дагоберта I (610/611 — 19 января 639). Его опекунами стали только что назначенный майордомом Австразии Пипин Ланденский и епископ Меца Арнульф, возглавлявший австразийскую знать. При этом от бывшего королевства Теодориха I он отрезал Прованс и Овернь, а также Шампань. Правда в 624 году по настоянию Дагоберта Хлотарь был вынужден вернуть Шампань, после чего Австразия была восстановлена в своих исторических границах. После смерти отца в 629 году Дагоберт стал королём всего Франкского государства. Хотя нейстрийская знать попыталась провозгласить королём Хариберта II, младшего брата Дагоберта, но новый король, опираясь на австразийскую знать, во главе которой после смерти Арнульфа Мецского стоял майордом Пипин Ланденский, смог преодолеть сопротивление нейстрийцев. Хариберту же он выделил в качестве королевства Аквитанию, однако тот был слаб здоровьем и умер уже в 631 году.
Обосновавшийся в Париже Дагоберт был последним Меровингом, который имел реальную власть во Франкском государстве, до самой смерти обладая всей полнотой власти в королевстве. Опасаясь растущих амбиций Пипина Ланденского, он сместил его с должности майордома. Хотя полностью справиться с набиравшей силу знатью ему было не под силу. В 632 году он по настоянию австразийцев был вынужден назначить королём Австразии своего малолетнего сына Сигиберта III, а также пообещать нейстрийцам, что после его смерти королём Нейстрии и Бургундии станет другой сын, Хлодвиг II.
Дагоберт умер в 639 году, после чего Франкское государство оказалось разделено на две части, правителями которых считались его малолетние сыновья. С этого момента начинается период правления так называемых «ленивых королей». Реальной власти сыновья Дагоберта, старшему из которых было в момент смерти отца около 10 лет, не имели, вся полнота власти оказалась в руках майордомов. За эту должность началась борьба между разными семьями. В Австразии фактически управление государством оказалось в руках Пипинидов, представитель которых Пипин Ланденский вновь стал майордомом и фактически правил Австразией вместо Сигиберта. Он умер в 640 году, после чего король назначил новым майордомом не его сына Гримоальда, а представителя враждебного Пипинидам семейства Виссембургов Оттона. Однако новый майордом не имел большого числа сторонников и погиб во время мятежа алеманнов, которых, возможно, подстрекал Гримоальд, после чего тот смог сам завладеть должностью майордома. Дидье Каорский около 643 года называет его титулом «правитель королевства». Позже Гримоальд сделал ещё один шаг к узурпации власти: поскольку у короля Сигиберта II не было детей, то майордом уговорил его усыновить одного из своих сыновей, наречённого одним из родовых имён Меровингов — Хильдебертом. Хотя вскоре у Сигиберта родился сын, однако после смерти короля в 656 году майордом велел постричь малолетнего королевского сына Дагоберта в монахи, после чего епископ Пуатье увёз его в ирландский монастырь. Сын Гримоальда был провозглашён королём, что вызвало недовольство как нейстрийской, так и австразийской знати. В результате в 657 году Гримоальд усилиями Вульфоальда был схвачен и казнён нейстрийцами; позже убили и Хильдеберта.
В это время начинается борьба между майордомами разных королевств за владычество во Франкском государстве. В Нейстрии при поддержке королевы Батильды, вдовы короля Хлодвига II, в 658 году майордомом стал Эброин. После смерти Хильдеберта Приёмного он попытался возвести на австразийский трон Хлотаря III, однако Вульфоальд, ставший майордомом Австразии после смещения Гримоальда, воспротивился этому и способствовал возведению в 662 году на престол Хильдерик II, несовершеннолетнего младшего брата Сигиберта III. А после того как Эброин после смерти Хлотаря III возвёл на нейстрийский престол Теодориха III, недовольная единоличным правлением майордома нейстрийская и бургундская знать восстала и обратилась к австразийцам, предложив возвести на престол Хильдерика II. Эброин и Теодорих были пострижены, все три королевства были объединены, а Вульфоальд стал ещё и майордомом Нейстрии. Но в 675 году возник заговор, в результате чего король и его жена Блишильда были убиты, а Вульфоальд был вынужден бежать в Австразию.
Майордомом Нейстрии стал Леудезий, один из лидеров восстания, вновь возведя на престол Нейстрии и Бургундии Теодориха III. Вернувшийся из монастыря Эброин, объединившись с австразийской знатью, возвёл там на престол несовершеннолетнего Хлодвига III, объявленного внебрачным сыном Хлотаря III. Однако подобному воспротивился Вульфоальд, который вернул из ирландского монастыря Дагоберта, сына Сигиберта III, провозгласив его в 676 году королём под именем Дагоберт II. Эброин был вынужден бежать в Нейстрию, где смог сместить Леудезия, добившись его казни, и вновь стал майордомом.
Около 677 года Эброин пошёл войной на Австразию, намереваясь сместить Дагоберта II и навязать королём Теодориха III, однако успеха не добился. В 679 году он организовал убийство Дагоберта. После этого новым майордомом Австразии стал Пипин Геристальский (ум. 714). Он происходил из династии Арнульфингов и был внуком епископа Арнульфа Мецкого, а его мать была дочерью Пипина Ланденского и сестрой Гримоальда. Он и его брат Мартин не желали подчиняться Эброину, но тот в 680 году нанёс австразийцам поражение в сражении при Лукофао. Пипину удалось бежать, а его брата схватили и убили. Однако вскоре Эброин был убит своим давним врагом Эрменфредом. После этого Пипин договорился с новым майордомом Нейстрии Вараттоном о том, что он признает королём Австразии Теодориха III, единственного оставшегося Меровинга, взамен сохранив своё положение в Австразии.
Позже Пипин Геристальский воспользовался начавшейся среди нейстрийской знати борьбой за власть и вторгся в Нейстрию и в 687 году разбил армию майордома Берхара. После этого он договорился с нейстрийской знатью, где у него были свои сторонники, о разделении власти. Король Теодорих III признал его майордомом всего Франкского государства. Пипин жил в Австразии, но нередко посещал короля в его столицах — Меце и Кёльне.
Пипин Геристальский и его наследники, Карл Мартелл (ум. 741) и Пипин Короткий (ум. 768) были фактическими правителями Франкского государства, Меровинги были королями только номинально. Хотя смерть Пипина в 714 году вызвала династический кризис, поскольку его вдова, Плектруда, желала видеть преемником мужа своего внука Теодоальда, а не побочного сына мужа, Карла Мартелла. Однако этим воспользовалась нейстрийская знать, которая сделала своим майордомом Рагенфреда, а на франкский престол возвела вместо умершего в 715 году Дагоберта III не его сына, а Хильперика II, сына короля Хильдерика II. Плектруда не могла ничего противопоставить Рагенфреду. Позже Карл Мартел смог захватить Австразию, возведя там на престол Хлотаря IV, а в 719 году выбил из Нейстрии Рагенфреда, который, правда, увёз в обозе Хильперика II. Только в 720 году он согласился вернуть Карлу короля.
В 737—743 годах королевский престол оставался вакантным. Последний Меровинг, Хильдерик III, в 751 году был пострижен, а новым королём стал Пипин Короткий, основавший новую королевскую династию Каролингов. Название «Австразия» после этого постепенно исчезло. Часть её территории после раздела Каролингской империи в 843 году стала частью Восточно-Франкского королевства Людовика II Немецкого, некоторые же части вошли в состав Срединного королевства императора Лотаря I и Западно-Франкского королевства Карла II Лысого.

## Правители Австразии

### Короли Австразии
- 511—533: Теодорих I (ок. 485—533), король Реймса с 511, сын Хлодвига I[7].
- 533—547: Теодеберт I (499/504 — 547), король Реймса с 533, сын предыдущего[7].
- 547—555: Теодебальд (ок. 534—555), король Реймса с 547, сын предыдущего[7].
- 555—561: Хлотарь I (501/502 — 561), король Суассона с 511, король Реймса с 555, король Парижа, Орлеана и Бургундии с 558, сын Хлодвига I[7].
- 561—575: Сигиберт I (ок. 525—575), король Реймса (Австразии) с 561, сын предыдущего[7].
- 575—596: Хильдеберт II (570 — март 596), король Австразии с 575, король Бургундии с 592, сын предыдущего[7].
- 596—612: Теодеберт II (ок. 586—612), король Австразии (Меца) с 596, сын предыдущего[7].
- 612—613: Теодорих II (587—613), король Бургундии (Орлеана) с 596, король Австразии (Меца) с 612, брат предыдущего[7].
- 613: Сигиберт II (602/603 — 613), король Австразии и Бургундии с 613, сын предыдущего[7].
- 613—623: Хлотарь II (584 — октябрь 629), король Нейстрии с 584, король Австразии в 613—623, король Бургундии с 613, внук Хлотаря I, сын короля Нейстрии Хильперика I[7].
- 623—632: Дагоберт I (610/611 — 19 января 639), король Австразии в 623—633/634, король Нейстрии и Бургундии с 629, король Аквитании с 631, сын предыдущего[7].
- 632—656: Сигиберт III (630/631 — 1 февраля 656), король Австразии с 632, сын предыдущего[7].
- 656—661: Хильдеберт Приёмный (ум. 662), внук Пипина I Ланденского[24].
- 662—675: Хильдерик II (ум. 675), король Австразии с 662, король Нейстрии и Бургундии с 673, сын Хлотаря II[7].
- 675—676: Хлодвиг III (ум. 676), король Австразии с 675, возможно, незаконнорождённый сын одного из меровингских королей.
- 677—679: Дагоберт II (652/656 — 23 декабря 679), король Австразии с 677, сын Сигиберта III[7].
- 679—691: Теодорих III (ок. 651—690/691), король Нейстрии и Бургундии в 673, 675—690/691, король Австразии с 670, сын Хлотаря II[7].
- 691—695: Хлодвиг IV (III) (ок. 678—695), король франков с 691, сын предыдущего[7].
- 695—711: Хильдеберт III (ум. 14 апреля 711), король франков с 695, брат предыдущего[7].
- 711—715: Дагоберт III (697/698 — 715), король франков с 711, сын предыдущего[7].
- 715—717: Хильперик II (ум. 721), король Австразии в 715—717, 720—721, король Нейстрии и Бургундии с 715, сын Хильдерика II[7].
- 717—718: Хлотарь IV (ум. 718), король Австразии с 717[К 2][7].
- 721—737: Теодорих IV (ок. 712—737), король Франков с 721[7].
- 737—743: королей не было.
- 743—751: Хильдерик III (ум. после 752), король франков в 743—751, в 751 пострижен[К 3][7].

### Майордомы Австразии
- 575—581: Гогон (ум. 581), упоминается Фредегаром как майордом Австразии[13], однако документального подтверждения не существует.
- 581—585: Ванделен (ум. 585), упоминается Фредегаром как майордом Австразии, однако документального подтверждения не существует.
- ок. 600: Гундульф, герцог; хотя в современных ему источниках Гундульф не упоминается как майордом, именно с него историки ведут непрерывную цепь тех лиц, полномочия которых как майордомов распространялись на всю территорию Австразии[25].
- 613—617: Радон (ум. после 634), майордом Австразии в 613—617.
- 617: Хуго, майордом Австразии в 617.
- 623—629, 639—640: Пипин Ланденский (ум. ок. 640), майордом Австразии с 623[24][16][15].
- 631—634: Куниберт (ум. 12 ноября 663), епископ Кёльна с 623/627, майордом Австразии в 631—634[15].
- 634 — до 639: Адальгизель[англ.], майордом Австразии в 634 — до 639[15].
- 640—641/643: Оттон (ум. 641/643), майордом Австразии с 640[26][15].
- 641/643 — 657: Гримоальд Старший (ум. 657), майордом Австразии с 641/643, сын Пипина Ланденского[24][15].
- 657—679: Вульфоальд (ум. 679), майордом Австразии с 657, майордом Нейстрии в 675—676[15].
- 680—714: Пипин Геристальский (ок. 635 — 16 декабря 714), майордом Австразии с 680, майордом Нейстрии с 687, внук по матери Пипина Ланденского.
- 714—717: Теодоальд (708—717), майордом Австразии с 714, майордом Нейстрии в 714—715, внук предыдущего.
- 717—741: Карл Мартелл (ум. 22 октября 741), майордом франков с 714, сын Пипина Геристальского.
- 741—751: Пипин Короткий (714 — 24 сентября 768), майордом франков в 741—751, король франков с 751, сын предыдущего.